# Fosterländska folkrörelsen
Isänmaallinen kansanliike och IKL kan också syfta på Fosterländska Folkförbundet (grundat 1993).

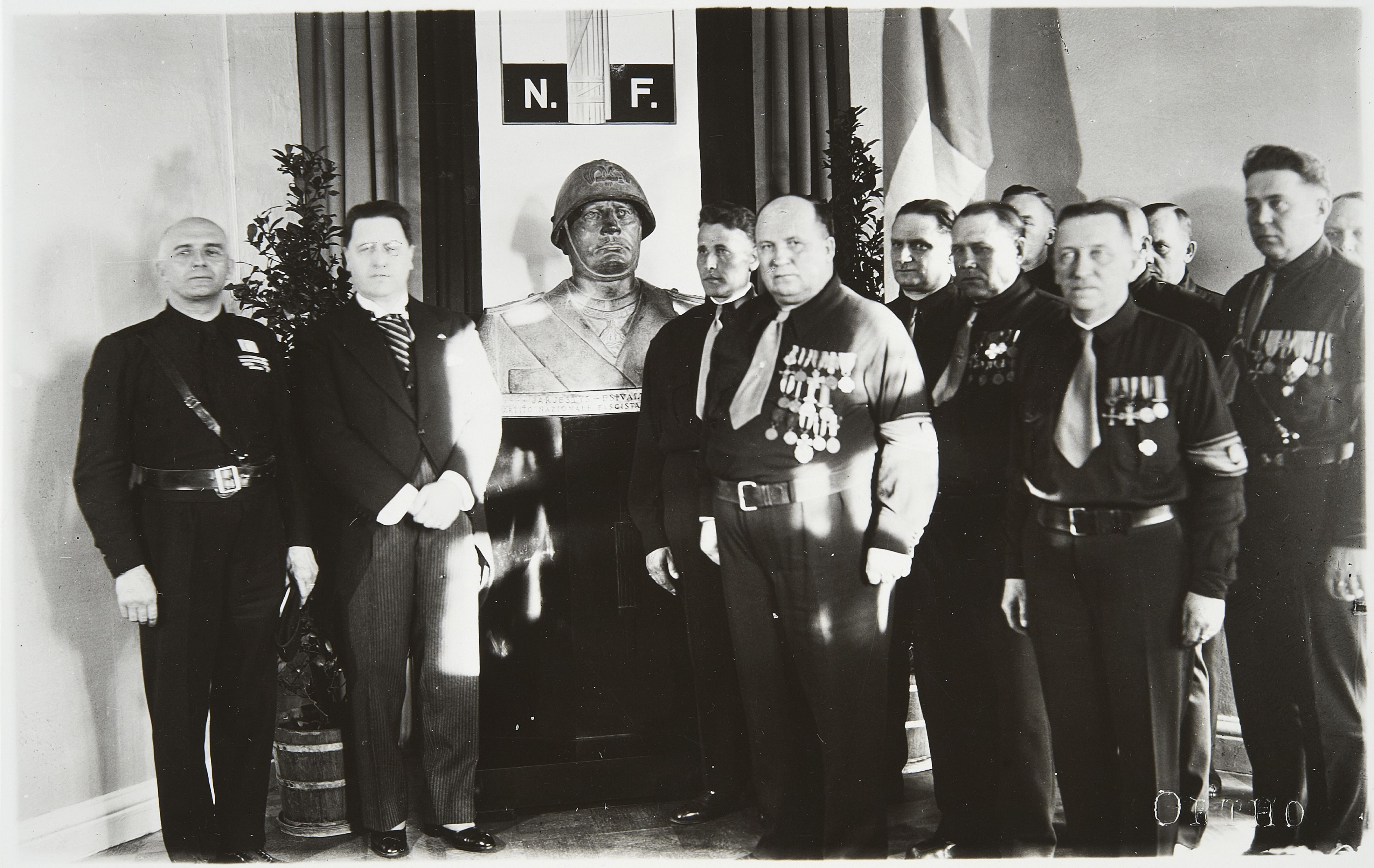
IKL får en byst av Mussolini av italienska fascister 7 juni 1935. Från vänster sändebudet Gray, Italiens ambassadör Tamaro, Vilho Annala, Vihtori Kosola, Bruno Salmiala, Juhana Malkamäki och Eino Tuomivaara.

Fosterländska folkrörelsen (finska: Isänmaallinen kansanliike, IKL) var ett extremt högerparti i Finland, som grundades 1932, sedan Lapporörelsen hade upplösts. 
Fosterländska folkrörelsen vann insteg i Finlands riksdag vid valet 1933 med 14 platser. Vid valet 1936 behöll man dessa, men vid valet 1939 gick man kraftigt bakåt till 8 platser. Partiets smått parodiska fascistoida framtoning väckte ingen allvarlig oro utan blev snarast föremål för löje från den samlade borgerligheten.
Partiet deltog med en minister i Regeringen Rangell (januari 1941 – mars 1943), vilken fördjupade samarbetet med Tredje Riket sedan planerna på en union med Sverige underkänts i Berlin. Partiet förbjöds dock 1944, som ett av villkoren i avtalet om vapenstillestånd i Fortsättningskriget med Sovjetunionen.